# Źródło prądu ograniczonego
Źródło prądu ograniczonego – środek ochrony przeciwporażeniowej wzmocnionej. 
Ochronę przeciwporażeniową uzyskuje się przez taką konstrukcję źródła prądu aby prąd dotykowy nie przekraczał pewnych granicznych wartości Wymagania te dotyczą również sytuacji uszkodzenia, każdego pojedynczego elementu źródła prądu ograniczonego.